# Зырянка (приток Оби)
Зыря́нка — малая река в Новосибирске и Новосибирском районе Новосибирской области. Впадает в Новосибирское водохранилище.

## Описание

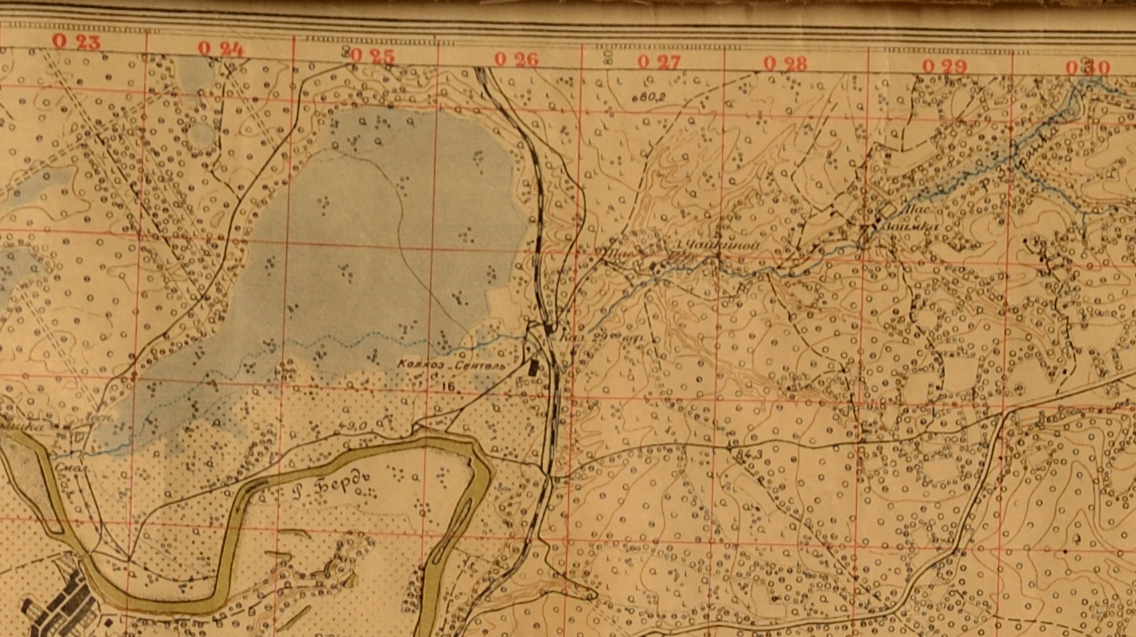
Карта р. Зырянки (ныне приток Оби) в 1924 г.

Зырянка протекает по Советскому району Новосибирска и в Новосибирском районе Новосибирской области. Общая её протяжённость около 7 км. Эта речка больше похожа на ручей: глубина русла — не более 0,5 м, ширина — не более 1,5 м. Скорее всего, раньше она была гораздо больше, потому что речка течёт по широкой долине с крутыми обрывистыми склонами. Это подтверждают и старожилы. До создания Новосибирского водохранилища (известного также как Обское море), Зырянка имела длину около 12 км и впадала в р. Бердь. После строительства Новосибирской ГЭС Зырянка стала впадать во вновь созданное водохранилище. Существует предположение, что причинами обмеления речки стали большое количество созданных на ней прудов, (так как пруды увеличивают поверхность испарения), и забор воды для нужд садово-огородных обществ.

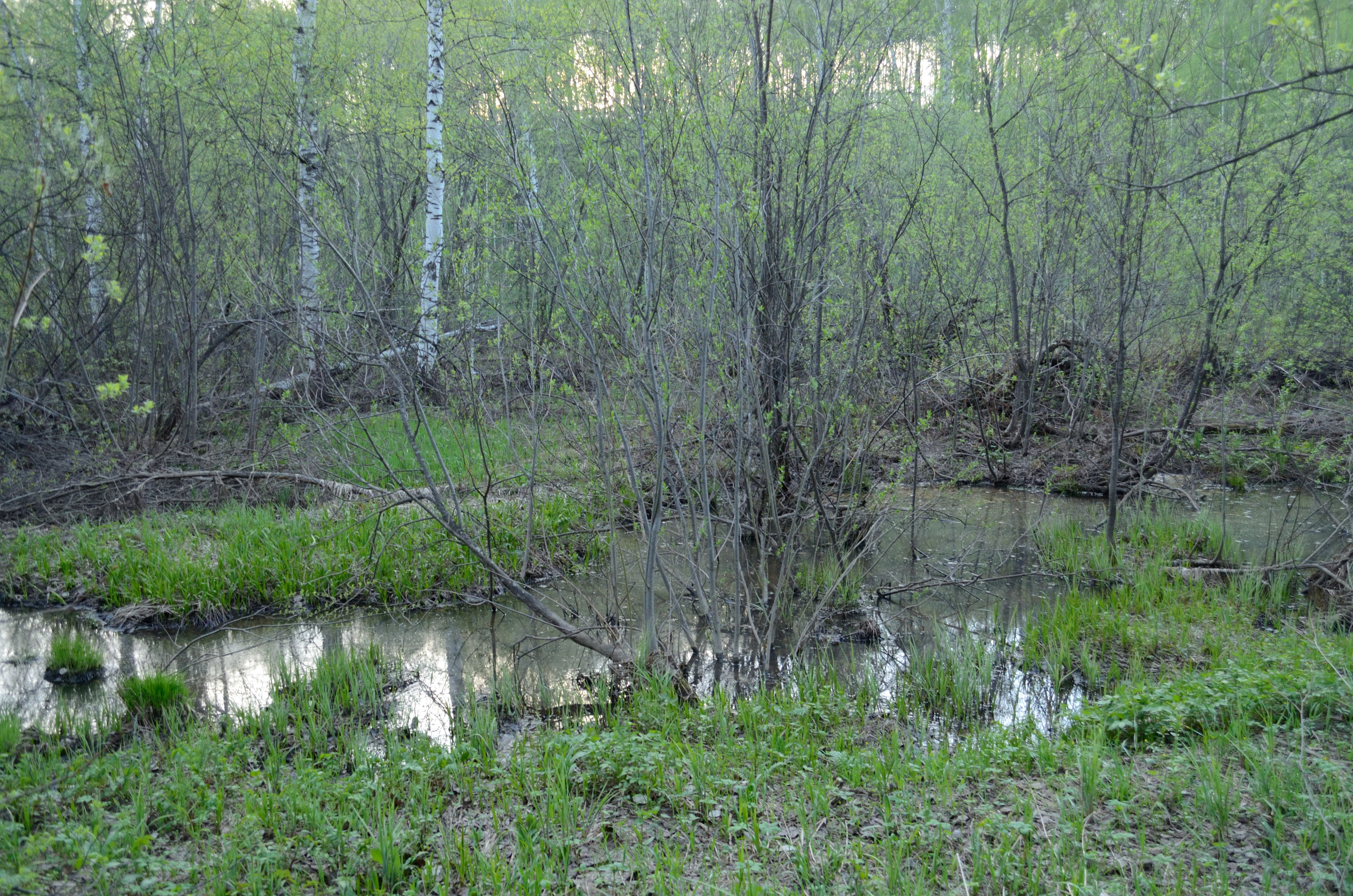
Заболоченный овраг, в котором расположен исток Зырянки

Исток Зырянки находится на территории Историко-архитектурного музея под открытым небом ИАЭТ СО РАН. Находится исток в заболоченном овраге. В верхнем течении в речку впадает несколько пересыхающих притоков. Вся речка в своём верхнем течении также пересыхает в засушливые периоды.
Далее Зырянка течёт по территории садово-огородных обществ «Нива» и «Восток». Здесь речка почти не петляет, пойма её довольно широкая — до 50 м. В «Ниве» на речке образовано 3 искусственных пруда. Далее по течению есть ещё два пруда, имеющих сток в речку. Пруды эти были созданы для рекреационных целей и для снабжения водой садоводов.
После садово-огородных обществ Зырянка течёт по территории Центрального сибирского ботанического сада, где расположена экспозиция черневой тайги. В Ботсаду русло речки местами искусственно изменено: Зырянка красиво петляет, в одном месте на ней создан пруд для забора воды на полив, а также для красоты и отдыха. Миновав ботанический сад, речка протекает мимо посёлка Кирова, пересекает Бердское шоссе и железную дорогу и впадает в Новосибирское водохранилище.

## Искусственные водоёмы на Зырянке и притоках

### Пруды в садовых обществах «Нива» и «Восток»
На территории садового общества «Нива» на Зырянке создано три пруда, предназначенных для забора воды на полив, и ещё один — на левом притоке Зырянки. Два пруда такого же назначения, расположенные примерно в 200 м один от другого, созданы на левом притоке Зырянки на территории общества «Восток». Эти два пруда сильно различаются: один из них зарос ряской, пузырчаткой, водорослями и роголистником, а другой лишь порос по берегам ивняком. У одного из них дно илистое, скользкое, у другого — супесчаное. Состав же фауны в обоих прудах примерно одинаковый: личинки подёнок, комаров и стрекоз, шаровки, пиявки, жуки-плавунцы, прудовики. Кроме того, в одном из них обнаружили ранатру линейную, а в другом — гладыша обыкновенного.
В случае обоих прудов садовые участки подходят вплотную к воде, и различные удобрения попадают прямо в пруды, а оттуда — в Зырянку. Это отрицательно влияет на обитателей речки. Гибнут и болеют слабые мальки, зато процветает трубочник, массовые скопления которого считаются признаком загрязнённости воды.

### «Бобровый» пруд

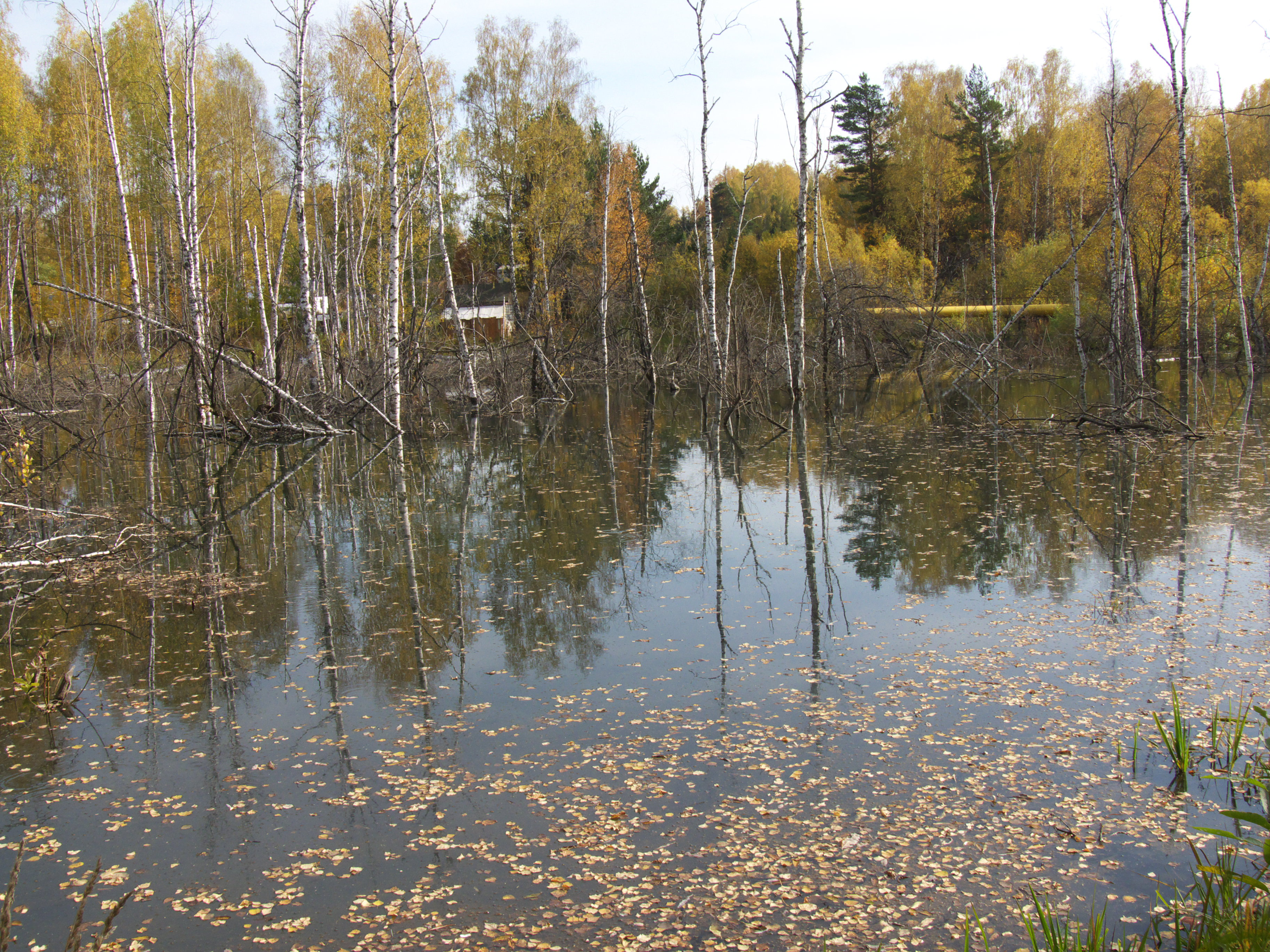
«Бобровый» пруд на Зырянке

В 2007—2008 годах в результате деятельности бобров был затоплен участок леса на окраине садового общества «Восток». Образовался пруд, характерной особенностью которого является множество деревьев, которые растут прямо на его дне.

### Пруд в Ботаническом саду

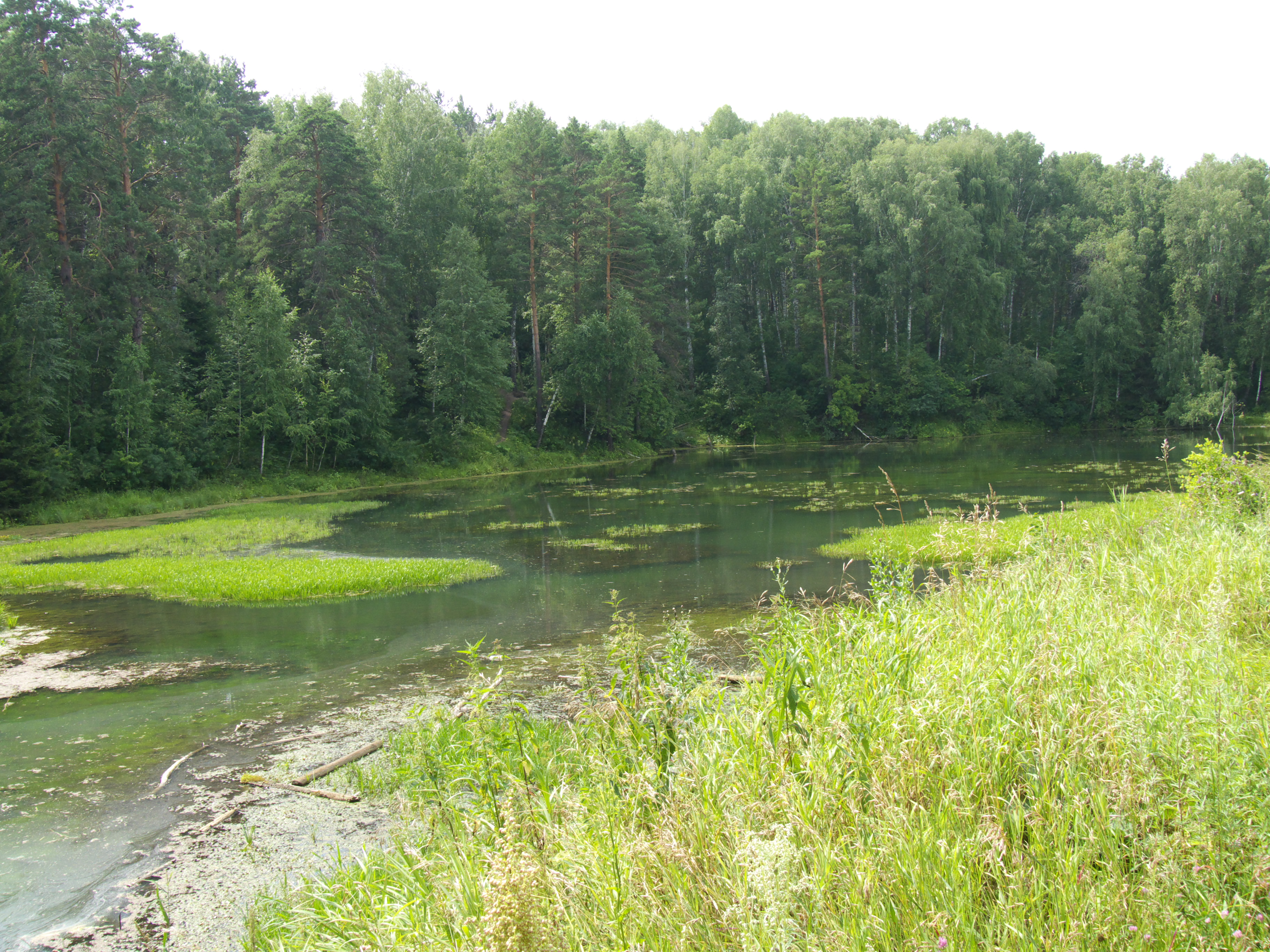
Пруд в Ботсаду летом

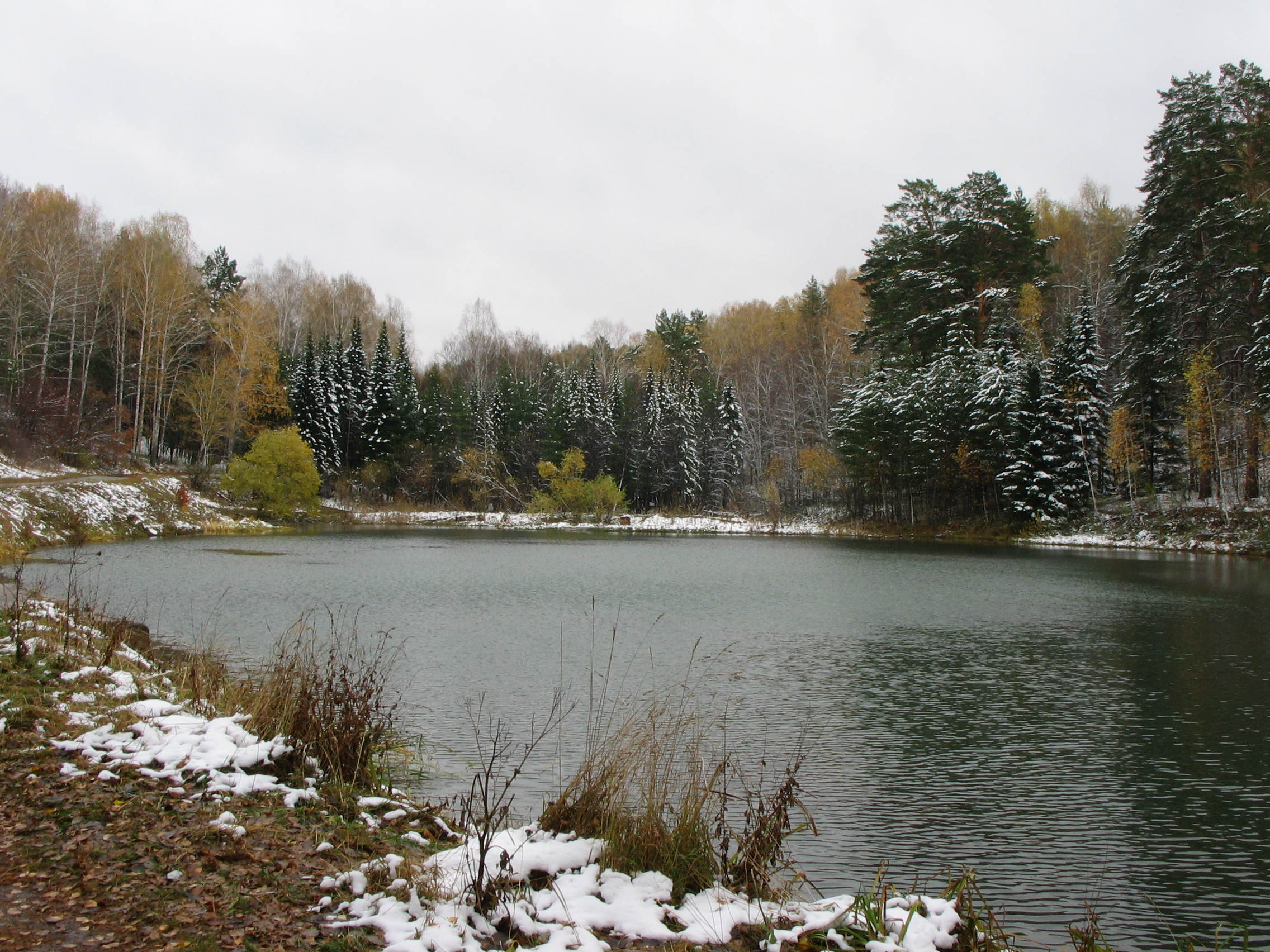
Пруд в Ботсаду осенью

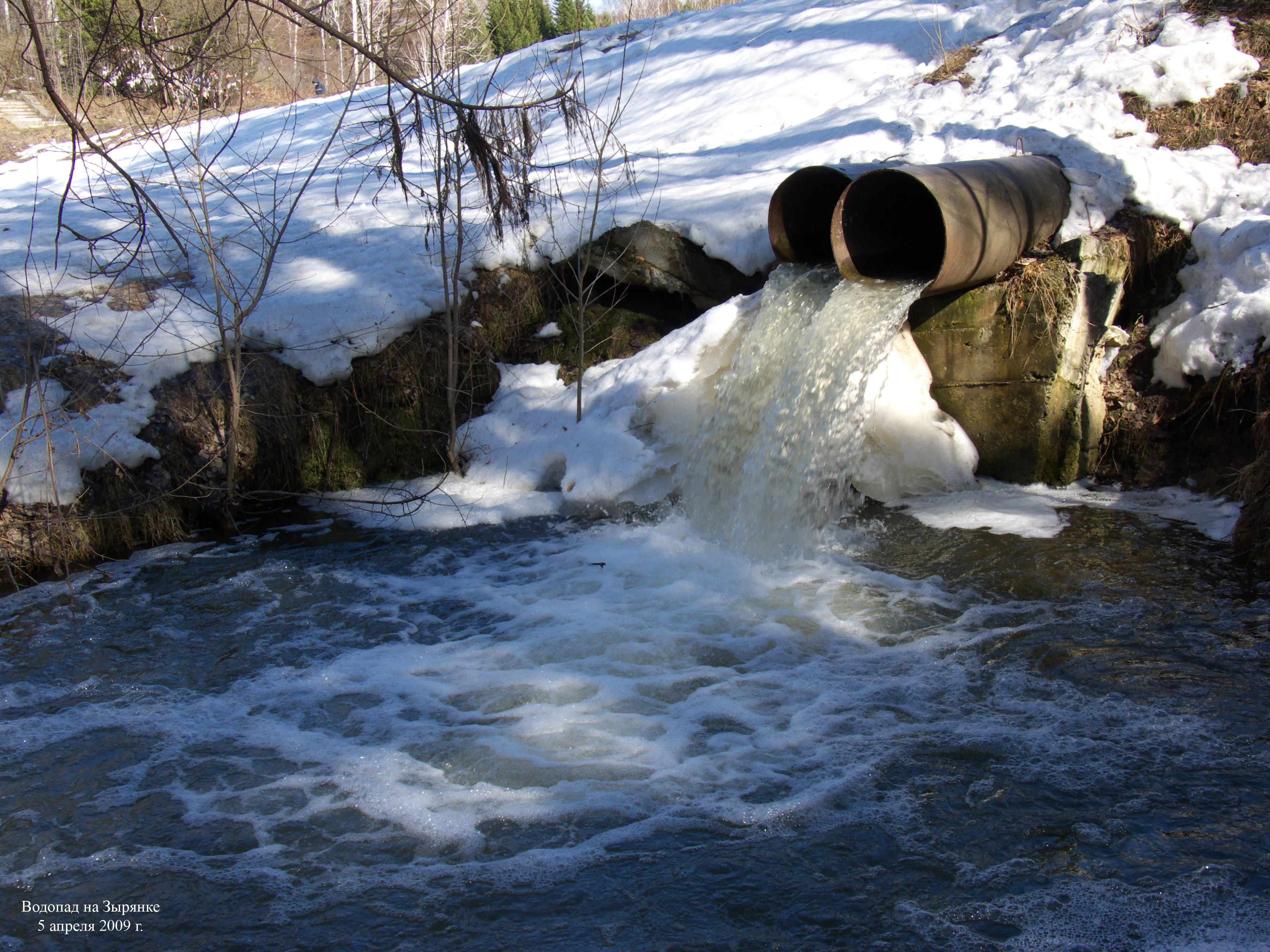
Слив воды из пруда в Ботсаду весной

Создан для забора воды на полив, а также для отдыха. В нём обитает множество насекомых и других водных животных. В окрестностях пруда регулярно наблюдается гнездование черных коршунов. На расстоянии около 3 м от воды были обнаружены несколько экземпляров ятрышника пятнистого — редкой северной орхидеи, занесённой в Красную книгу.
Окрестности пруда активно используются жителями Академгородка для отдыха и проведения пикников. Вследствие этого пруд и его окрестности значительно засорены.

## Фауна

### Млекопитающие

#### Бобры

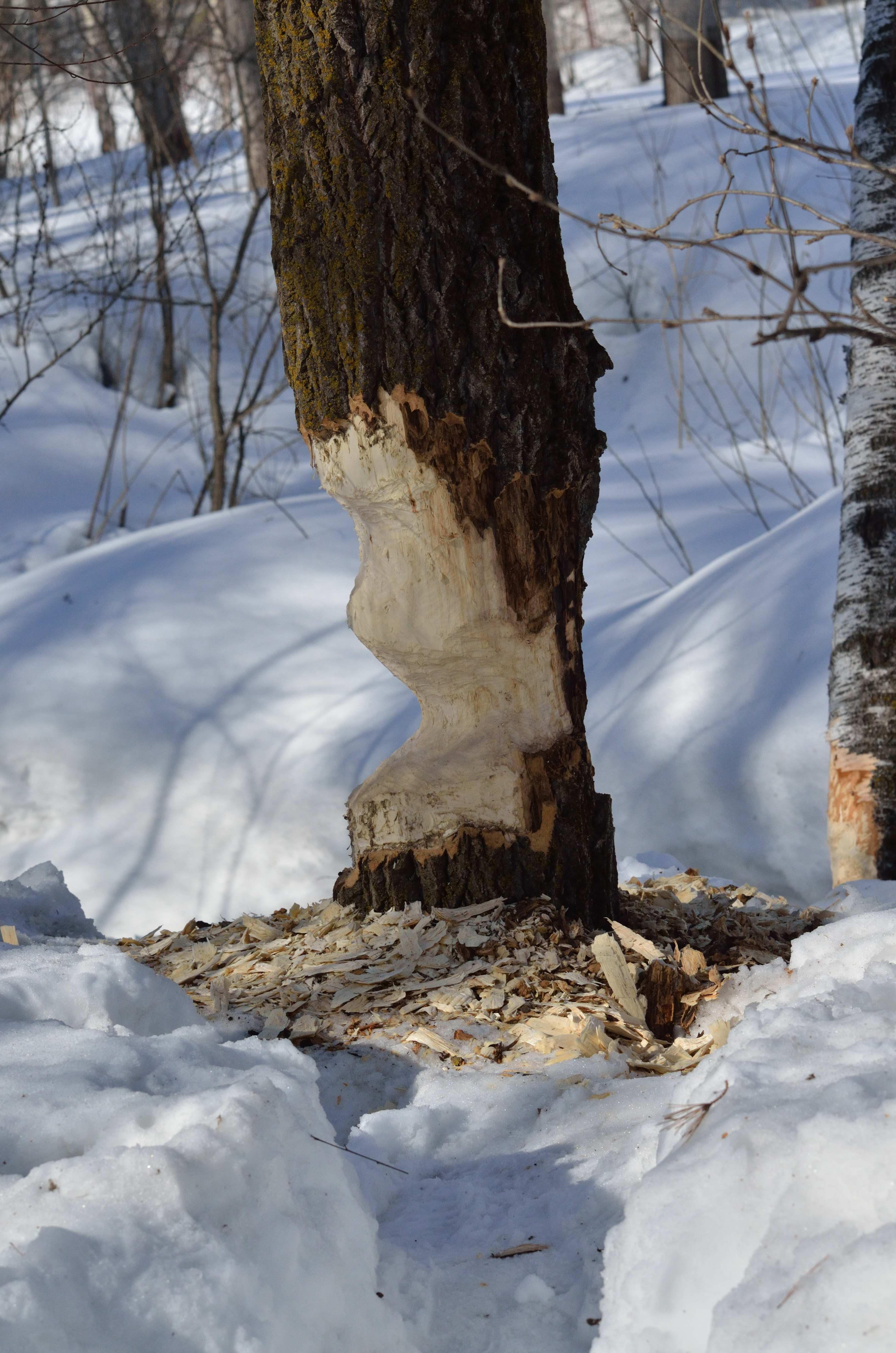
Дерево около р. Зырянки, погрызенное бобрами

Впервые бобров на Зырянке наблюдали в устье летом 2003 года. В 2006 году недалеко от устья перед пересекающей речку железнодорожной насыпью была обнаружена плотина бобров, при этом бобры жили в норах, вырытых в насыпи железной дороги. Эта колония вызывала беспокойство работников железной дороги, которые опасались, что запруда, сооружённая бобрами непосредственно перед железной дорогой, может способствовать размыванию насыпи, и неоднократно разрушали плотину, вызвав тем самым недовольство части местных жителей. Последние наблюдения бобров в этом месте были в 2010 году, после чего бобры, по-видимому, покинули данное поселение.
Однако в других местах речки возникло ещё несколько поселений. В 2007 году появилось поселение около садового общества «Восток», в результате чего возник пруд, размеры которого впоследствии достигли примерно 210×80 м. В таком виде поселение существовало до 2012 года, когда пруд из-за засухи превратился в несколько луж. Позже акватория пруда восстановилась, но бобры, по-видимому, переселились ниже пруда, где обнаружена целая система плотин.
В 2009—2010 годах наблюдалось поселение бобров на левом притоке Зырянки, в 2011—2012 годах было  замечено бобровое поселение на верхнем пруду садового общества «Восток».
В 2011 году на пруду на левом притоке Зырянки в садовом обществе «Нива» обнаружены бобровые погрызы на деревьях. Возможно появление постоянного поселения в будущем.
Бобры стали проблемой для Ботанического сада, так как грызут и валят деревья, в том числе коллекционные. Кроме того, построенные бобрами запруды нарушают водный режим речки.

### Птицы

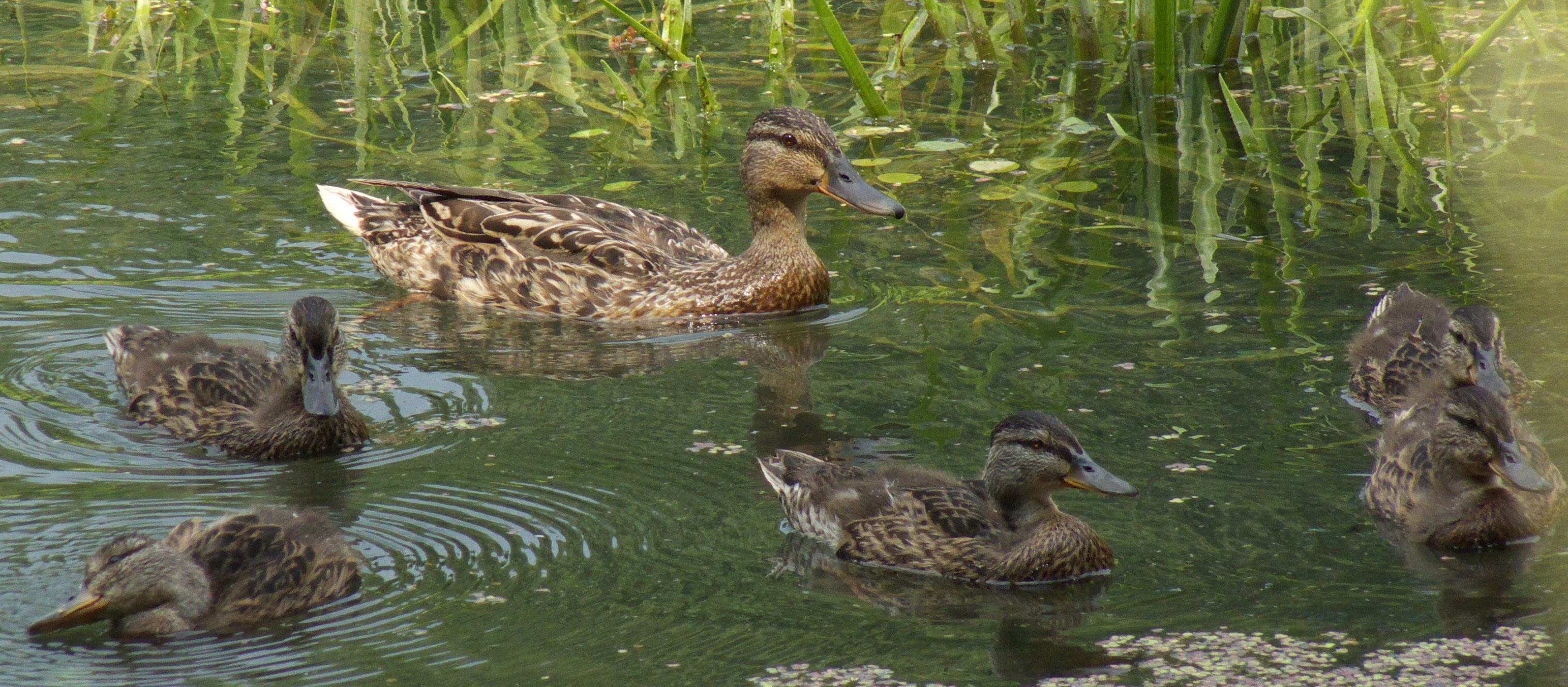
Кряква с утятами в Ботсаду

На многих прудах на Зырянке наблюдаются утки (кряква, чирок-свистунок, широконоска, шилохвость, во время пролета — луток), кулики (перевозчик, черныш, лесной дупель, фифи), горная трясогузка. Зарегистрировано гнездование зимородка. На прудах садовых обществ встречена серая цапля.

### Земноводные
В прудах обитают и размножаются лягушки и жабы.

### Насекомые
Пруды на Зырянке (в особенности, пруд в Ботсаду) являются местом размножения стрекоз, важным для популяции стрекоз всего Академгородка.

## Роль в истории Новосибирского Академгородка
Основание Новосибирского Академгородка начиналось с поселения из шести щитовых домиков в долине Зырянки в нижнем её течении, где жил, в частности, и руководивший строительством академик М. А. Лаврентьев. Сейчас в его доме находится музей.
Название «Золотая Долина» для участка долины Зырянки было предложено Владимиром Титовым, тогда аспирантом, позднее — академиком, директором Института гидродинамики СО РАН. Ранее долина носила название «Волчий лог» и была переименована по инициативе М. А. Лаврентьева, который посчитал, что прежнее название будет непривлекательным для столичных ученых.

### Зырянка в местномфольклоре
Среди первых жителей Академгородка была популярна песня:

Домик Лаврентьева в долине Зырянки, 1958

Прощай, Москва, Сибирь кругом,

Живём семьёй единою,

Наш новый дом теперь зовём

Мы «Золотой долиною».

Кругом шумит почти тайга,

Течёт Зырянка реченька…

Кому наука дорога,

В столице делать нечего!

Построят баню нам весной

И выдадут нам валенки,

А там, глядишь, и вступит в строй
Институт гидродинамики…